# Réchicourt-la-Petite
Réchicourt-la-Petite (deutsch Kleinrixingen) ist eine französische Gemeinde im Département Meurthe-et-Moselle in der Region Grand Est (bis 2015 Lothringen). Sie gehört zum Arrondissement Lunéville. Der Ort hat 63 Einwohner (Stand 1. Januar 2022).

## Geografie
Réchicourt-la-Petite liegt 16 Kilometer nördlich von Lunéville und 30 Kilometer östlich von Nancy auf einer Höhe zwischen 228 und 313 Metern über dem Meeresspiegel an der Grenze zum Département Moselle. Das Gemeindegebiet umfasst 5,51 Quadratkilometer. Umgeben wird Réchicourt-la-Petite von den Nachbargemeinden  Juvrecourt im Norden, Xanrey im Nordosten (Berührungspunkt), Bezange-la-Petite im Osten, Coincourt im Südosten, Bures im Süden sowie Arracourt im Westen.

## Bevölkerungsentwicklung
| Jahr      | 1962 | 1968 | 1975 | 1982 | 1990 | 1999 | 2007 | 2019 |
| Einwohner | 77   | 71   | 61   | 69   | 50   | 73   | 72   | 65   |